# Adler-Arena

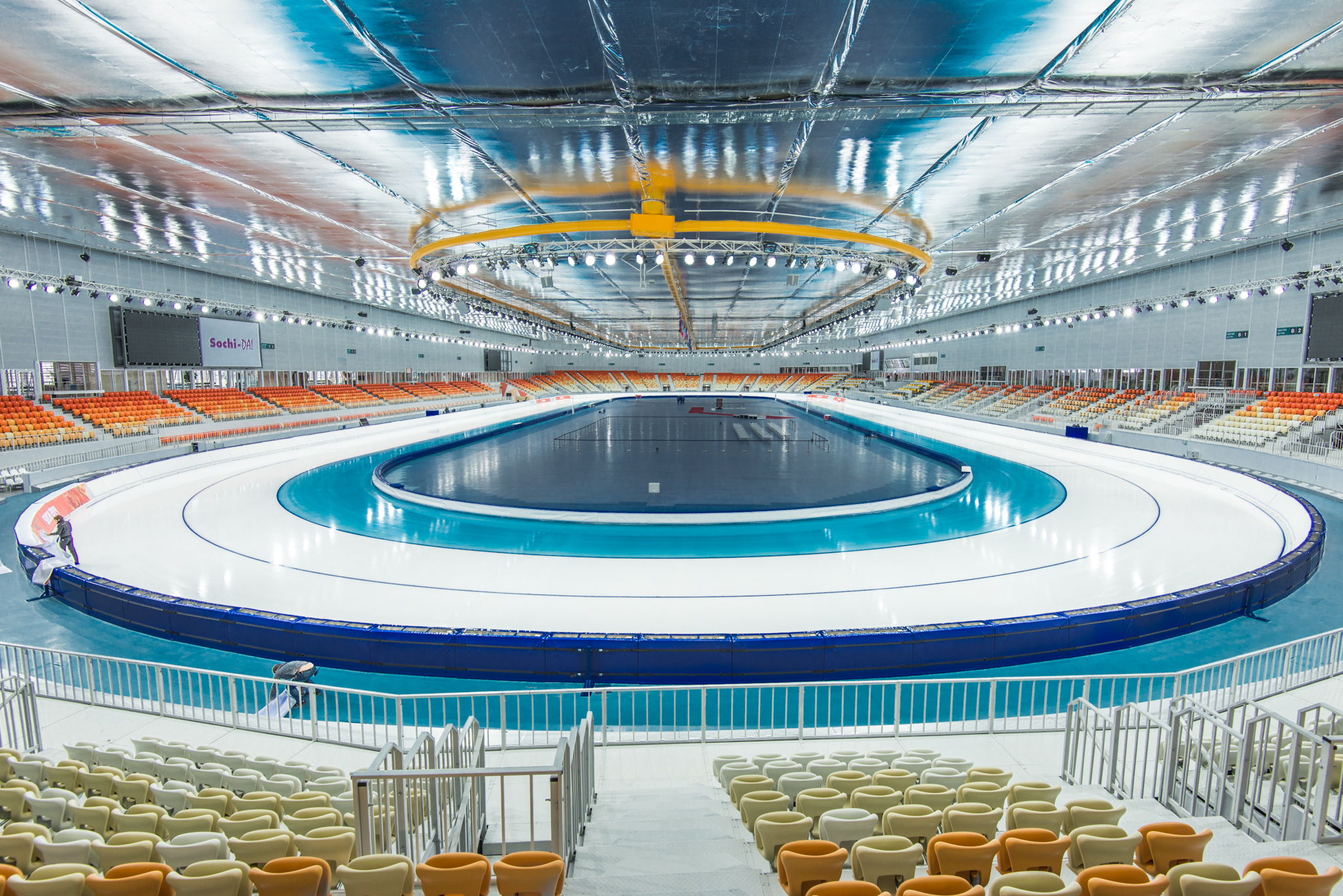
Interiér haly

Adler-Arena (rusky Адлер-Арена, anglicky Adler Arena Skating Center) je rychlobruslařská hala v ruském městě Soči v nadmořské výšce 5 m. Postavena byla v letech 2010–2012 pro konání rychlobruslařských soutěží na Zimních olympijských hrách 2014, náklady dosáhly částky 32,8 milionu dolarů. Exteriér haly připomíná ledovec, v interiéru se nachází krytý ledový ovál o délce 400 m a 8000 míst k sezení. Je umístěna v centru Olympijského parku.
V prosinci 2012 se v Adler-Areně konaly ruské šampionáty (vícebojařský a sprinterský), první velkou mezinárodní akcí bylo Mistrovství světa na jednotlivých tratích v březnu 2013. V prosinci 2013 zde proběhlo ruské mistrovství na jednotlivých tratích. Po ZOH 2014 měla hala sloužit jako výstavní centrum.
V dubnu 2014 hala hostila barážové utkání Světové skupiny Fed Cupu mezi Ruskem a Argentinou, které vyhrály ruské tenistky 4:0 na zápasy.

## Rekordy dráhy
Stav k 1. březnu 2014.
| Závod               | Jméno                                               | Čas (body) | Datum                 |
| ------------------- | --------------------------------------------------- | ---------- | --------------------- |
| 500 m               | Ronald Mulder                                       | 34,49      | 10. února 2014        |
| 1000 m              | Stefan Groothuis                                    | 1:08,39    | 12. února 2014        |
| 1500 m              | Zbigniew Bródka                                     | 1:45,00    | 15. února 2014        |
| 5000 m              | Sven Kramer                                         | 6:10,76    | 8. února 2014         |
| 10 000 m            | Jorrit Bergsma                                      | 12:44,45   | 18. února 2014        |
| stíhací závod       | Nizozemsko Jan Blokhuijsen Sven Kramer Koen Verweij | 3:37,71    | 22. února 2014        |
| 2×500 m             | Michel Mulder                                       | 69,310     | 10. února 2014        |
| sprinterský čtyřboj | Dmitrij Lobkov                                      | 143,840    | 28.–29. prosince 2012 |
| velký čtyřboj       | Ivan Skobrev                                        | 152,747    | 26.–27. prosince 2012 |

| Závod               | Jméno                                                          | Čas (body) | Datum                 |
| ------------------- | -------------------------------------------------------------- | ---------- | --------------------- |
| 500 m               | I Sang-hwa                                                     | 37,28      | 11. února 2014        |
| 1000 m              | Čang Chung                                                     | 1:14,02    | 13. února 2014        |
| 1500 m              | Jorien ter Morsová                                             | 1:53,51    | 16. února 2014        |
| 3000 m              | Ireen Wüstová                                                  | 4:00,34    | 9. února 2014         |
| 5000 m              | Martina Sáblíková                                              | 6:51,54    | 19. února 2014        |
| stíhací závod       | Nizozemsko Marrit Leenstraová Jorien ter Morsová Ireen Wüstová | 2:58,05    | 22. února 2014        |
| 2×500 m             | I Sang-hwa                                                     | 74,700     | 11. února 2014        |
| sprinterský čtyřboj | Olga Fatkulinová                                               | 155,255    | 28.–29. prosince 2012 |
| malý čtyřboj        | Jekatěrina Šichovová                                           | 166,461    | 26.–27. prosince 2012 |